# Andy Fordham
Andy Fordham (* 2. Februar 1962 in Bristol; † 15. Juli 2021 in Dartford) war ein englischer Dartspieler. Sein Spitzname lautete „The Viking“ (deutsch „der Wikinger“).

## Sportliche Laufbahn
Fordham gewann 2004 die World Professional Darts Championship der BDO, als er Mervyn King im Finale besiegte.
Im Februar 2007 musste Fordham aus gesundheitlichen Gründen aus dem Spielbetrieb ausscheiden, kehrte jedoch im September 2007 ans Dartboard zurück und gelangte bei den Turunc Open (Türkei) bis ins Semifinale.

## Leben
Andy Fordham wurde am 2. Februar 1962 in Bristol geboren. Die ersten Jahre seines Lebens verbrachte er im Londoner Stadtteil Charlton, wo er die Charlton Manor Primary School und später die Eaglesfield Secondary School besuchte.
Beruflich arbeitete Fordham als Zollbeamter und besaß zeitweise eine Bar in Thamesmead, London. Zu Beginn der 1980er-Jahre lernte Fordham seine spätere Ehefrau Jenny kennen. Das Paar verlobte sich 1982 und heiratete im Jahr 2000. Die beiden haben zwei Kinder, Ray und Emily. Mit seiner Frau zusammen führte Fordham einen Dart-Pub mit dem Namen „The Rose“ in Dartford.
Am 15. Juli 2021 starb Fordham an schwerem Organversagen. Mehrere Darts-Akteure, darunter die Weltmeister Adrian Lewis und Rob Cross, sprachen daraufhin ihr Beileid aus.

### Gesundheitliche Probleme
Fordham hatte mehrfach mit gesundheitlichen Problemen zu kämpfen. Eines davon war sein starkes Übergewicht. Zeitweise wog Fordham fast 200 Kilogramm, was auch auf seinen extremen Alkoholkonsum zurückzuführen war. Laut eigener Aussage half ihm dies dabei, seine Nervosität auf der Bühne beim Dartspielen zu unterdrücken. Unter anderem nahm er 2005 an der dritten Staffel der Fernsehshow Celebrity Fit Club teil, in der er 19 Kilogramm abnahm. Bei der Weltmeisterschaft im Januar 2007 brach Fordham schließlich hinter den Kulissen zusammen. Im Krankenhaus musste ihm Flüssigkeit aus der Lunge entfernt werden, welche zu Atemproblemen geführt hatte. Hinzu kam ein leichter Schlaganfall im Februar 2007. In der Folge nahm er über 60 Kilogramm ab. Im Jahre 2008 wurde bekannt, dass er aufgrund der früheren Alkoholproblematik an Leberzirrhose erkrankt war und eine Transplantation benötigte. Eine rasche Verbesserung des Gesundheitszustandes unter anderem aufgrund eines Gewichtsverlustes von über 100 Kilogramm und einer Alkoholabstinenz sorgte jedoch dafür, dass die angekündigte Lebertransplantation doch nicht vonnöten war.
Anfang 2020 musste sich Fordham einer Darmoperation unterziehen. Im Januar 2021 wurde eine Infektion mit dem Sars-CoV-2-Virus bekannt.

## Karriere

### 1990–1995: Start der Karriere und Sprung in die Elite
Andy Fordhams Profikarriere begann im Jahr 1990, als er erstmals am World Masters teilnahm und die Runde der letzten 32 erreichte. Im Jahr darauf kam er ins Finale der Belgium Open und 1993 ins Endspiel des British Pentathlon, wo er gegen Rod Harrington bzw. Steve Beaton verlor.
Seine ersten Turniersiege bei der BDO bzw. WDF gelangen ihm im Jahr 1994, als er sowohl die Finnish Open als auch die Swiss Open gewann. Beim World Masters desselben Jahres erreichte er das Halbfinale, welches er gegen Turniersieger Richie Burnett verlor.
Im Januar 1995 nahm Fordham erstmals an der BDO World Darts Championship teil, für die er sich als die Nummer 6 der BDO Invitational Table qualifizierte. In der ersten Runde traf er dabei auf Nicky Turner und gewann mit 3:2 in Sätzen. Auch den Vorjahreshalbfinalisten Ronnie Sharp konnte Fordham mit 3:2 schlagen. Nach einem 4:2-Sieg über Paul Williams im Viertelfinale traf er schließlich auf den aktuellen World Masters-Sieger Richie Burnett und verlor mit 2:4. Burnett errang im Finale darauf seinen ersten und einzigen Weltmeistertitel. Fordham glänzte jedoch außerdem mit dem höchsten Check-Out des Turniers, einer 161.
Beflügelt durch diese Leistung gewann Fordham noch im selben Jahr die Isle of Man Open, das British Matchplay sowie der Norway Open. Im Oktober 1995 durfte Fordham dann seine Heimatnation England beim WDF World Cup vertreten und gewann sowohl im Doppel mit Martin Adams, als auch im Team zusätzlich mit Steve Beaton und Ronnie Baxter die Goldmedaille. Beim World Masters zog Fordham ins Viertelfinale ein, welches er gegen Eric Clarys verlor.

### 1996–1999: Erster Majorsieg bei der BDO
Bei der BDO World Darts Championship 1996 war Fordham nach seinen guten Leistungen als Nummer zwei gesetzt. Er spielte in der ersten Runde einen ungefährdeten 3:0-Sieg gegen Chris Mason nach Haus. Das Zweitrundenmatch gegen Andy Jenkins ging zwar in den entscheidenden fünften Satz, doch auch hier behielt Fordham die Oberhand. Im Viertelfinale gewann er schließlich auch gegen Colin Monk mit 4:1, bevor er zum zweiten Mal in Folge gegen den neuen BDO-Weltmeister ausschied. Diesmal handelte es sich dabei um Steve Beaton und das Ergebnis lautete 3:5 in Sätzen.
Beim WDF Europe Cup im gleichen Jahr gelang ihm dann wieder die Kombination aus Doppel- und Teamgoldmedaille. Beim World Masters 1996 zog Fordham wieder ins Halbfinale ein, diesmal hieß der letzte Gegner Richie Burnett. Ansonsten gelangen ihm jedoch wenig Siege im vorangegangenen Jahr, sodass er auf Platz 8 der BDO Invitational Table abrutschte. Auf diesem dann bei der BDO World Darts Championship 1997 gesetzt, gewann Fordham knapp sein Erstrundenmatch gegen Matt Clark, bevor er in der zweiten Runde ähnlich knapp und mit dem gleichen 3-Dart-Average (87,45) gegen den bis dahin unbekannten Marshall James ausschied. Dieser musste sich jedoch erst im Finale gegen Les Wallace geschlagen geben.
Bei den Dutch Open im Februar 1997 zog Fordham bis ins Finale ein, welches er gegen Mervyn King verlor. Ansonsten war das Jahr wieder wenig erfolgreich für The Viking – auch beim World Masters reichte es nur für das Achtelfinale –, sodass er bei der BDO World Darts Championship 1998 seinen Setzlistenplatz verlor. Hierbei gewann er zwar in der ersten Runde mit 3:1 gegen Andy Jenkins, verlor jedoch in Runde zwei gegen den späteren Weltmeister Raymond van Barneveld mit 2:3.
Im darauffolgenden Jahr konnte Fordham wieder zwei große Titel einfahren: zum einen beim British Pentathlon im Juni und beim Teamwettbewerb des WDF Europe Cup im September. Bei den Einzelwettbewerben errang er außerdem die Silbermedaille, nachdem er nur das Finale gegen Co Stompé verlor. Beim World Masters war jedoch wieder vergleichsweise früh in der Runde der letzten 32 Schluss.
Die BDO World Darts Championship 1999 begann erfolgreich für Fordham. Mit einem 3:2-Erfolg setzte er sich gegen Mervyn King durch und auch Paul Williams in der zweiten Runde konnte geschlagen werden. In der dritten Runde traf er dann auf Colin Monk und zog nach einem 5:3-Erfolg zum dritten Mal in ein WM-Halbfinale ein. Erneut wurde hier jedoch Fordhams Lauf gestoppt, indem Ronnie Baxter ihn mit 5:1 besiegte.
Im gleichen Jahr, jedoch erst im Dezember, gelang Fordham dann sein erster Majorsieg. Beim World Masters gelang es ihm, zunächst den grade mit Steeldarts begonnenen Mensur Suljović, die finnische Dartshoffnung Jarkko Komula und erneut Mervyn King zu besiegen. Im Finale gewann Fordham dann mit 3:1 in Sätzen gegen Wayne Jones und strich ein Siegerpreisgeld von £8.000 ein.

### 2000–2003: Finale beim Doeland Grand Masters
Bei der BDO World Darts Championship 2000 konnte er seine Setzposition zwar nicht zurückholen, dafür aber zwei Whitewashes in Sätzen gegen Peter Johnstone und Steve Beaton erzielen. Im Viertelfinale schied er aus, nachdem er 3:5 gegen Chris Mason verlor.
Im August 2000 gewann Fordham die Norway Open. Beim World Masters im Dezember enttäuschte der Titelverteidiger jedoch mit dem Aus in der Runde der letzten 64.
Bei der BDO World Darts Championship 2001 war Fordham wieder an Nummer drei gesetzt. Er gewann in der ersten Runde mit 3:0 gegen den Australier Tony David. Mit demselben Ergebnis zog er auch an Wayne Jones vorbei. Kevin Painter war dann der erste, der gegen Fordham einen Satz gewinnen konnte, doch auch er verlor mit 2:5. Wieder einmal scheiterte Fordham dann jedoch im Halbfinale. Sein letzter Gegner war dieses Mal Ted Hankey und das Ergebnis lautete 2:5.
Sein erstes Turnier bei der PDC, dem Konkurrenzverband zur BDO, war im Mai 2001 der Golden Harvest North American Cup, bei dem er zwar ins Finale einzog, jedoch trotzdem weiterhin die Turniere der BDO spielte. Beim WDF World Cup im Oktober errang er dann zwei Goldmedaillen (im Doppel mit John Walton und im Team zusätzlich mit Martin Adams und Mervyn King) und eine Silbermedaille im Einzel, nachdem er gegen Teampartner Martin Adams mit 3:4 verlor.
Beim World Masters 2001 zog Fordham ins Halbfinale ein, das er diesmal jedoch gegen Jarkko Komula verlor und beim Doeland Grand Masters, der vierten Austragung des späteren Finder Darts Masters, gewann Fordham zunächst seine Gruppe, bevor er nach zwei ungefährdeten Viertel- und Halbfinalsiegen über Kevin Painter und Co Stompé erst im Finale gegen Raymond van Barneveld mit 1:5 verlor.
Die BDO World Darts Championship 2002 schien also vielversprechend zu werden, entpuppte sich jedoch als Enttäuschung. In Runde eins traf Fordham auf den an Nummer eins gesetzten John Walton und konnte dabei erstmals keinen Satz gewinnen. Es war außerdem auch das erste Erstrundenaus Fordhams bei einer BDO-Weltmeisterschaft.
Unbeirrt von seinem Erstrundenaus gewann Fordham daraufhin im Mai die Welsh Open und spielte eine erfolgreiche Erstaustragung der World Darts Trophy, bei der er erst im Halbfinale an Tony David scheiterte. Beim Einzel des WDF Europe Cups kam er ebenfalls wie beim World Masters ins Viertelfinale. Das Doeland Grand Masters 2002 endete jedoch bereits in der Gruppenphase.
Bei der BDO World Darts Championship 2003 war Fordham als Nummer 5 gesetzt und gewann in der ersten Runde gegen den schwedischen Qualifikanten Stefan Nagy mit 3:0. In der zweiten Runde verlor er dann allerdings gegen Gary Anderson mit 1:3.
Bei der International Darts League im Mai 2003 zog Fordham ins Halbfinale ein. Das British Pentathlon konnte er zum zweiten Mal gewinnen. Bei der World Darts Trophy musste Fordham zwar bereits in der ersten Runde die Segel streichen – erneut nach Niederlage gegen Gary Anderson. Beim WDF World Cup 2003 zog er jedoch gemeinsam mit Tony O’Shea bis ins Finale der Doppel ein. Ein Halbfinale beim World Masters und ein Viertelfinale bei den Doeland Grand Masters kamen hinzu.

### 2004–2006: Weltmeistertitel und anschließende Pause
In die BDO World Darts Championship 2004 startete Fordham als ungesetzter Spieler. Er gewann sein Auftaktmatch gegen Brian Derbyshire ohne große Mühe mit 3:0. In der zweiten Runde traf er dann auf Tony West und konnte das gleiche Ergebnis erzielen. Ein sehr umkämpftes Match, welches bis in den entscheidenden neunten Satz ging, gewann Fordham daraufhin im Viertelfinale gegen Darryl Fitton.
In seinem fünften Halbfinale bei einer Weltmeisterschaft traf Fordham dann auf die Nummer eins und den Titelverteidiger Raymond van Barneveld. Dieser führte die Partie zwischenzeitlich auch mit 3:0 an, jedoch konnte Fordham ein Comeback starten und die Partie in den letzten Satz drängen. Beim Stand von 2:1 nach Legs für Fordham verpasste van Barneveld einen Dart auf das Bullseye, woraufhin Fordham nach mehreren vergebenen Matchdarts die Doppel-2 traf und damit zum ersten Mal in ein WM-Finale einzog. Im Finale traf Fordham dann auf Mervyn King, welcher die aktuelle Nummer drei der BDO war. Andy Fordham gelang hier ein 6:3-Erfolg und damit der Titel bei der BDO World Darts Championship. Damit verbunden war ein Scheck in Höhe von £50.000 Preisgeld.
Im Jahr 2004 ließ Fordham dann aufgrund von gesundheitlichen Problemen die meisten Turniere aus. Die International Darts League beendete er in der Gruppenphase. Bei der BDO World Darts Championship 2005 trat er dann zwar wieder an, verlor allerdings mit 2:3 gegen Vincent van der Voort bereits in Runde 1.
Ein Finale erspielte sich Fordham im Februar 2005 beim Masters of Darts, seinem ersten PDC-Major, ansonsten enttäuschte er bei den Majors eher. Lediglich beim WDF World Cup erreichte er im Einzel das Viertelfinale.
Auch bei der BDO World Darts Championship 2006 konnte dieser Trend nicht gestoppt werden. Fordham verlor ohne Satzgewinn gegen Simon Whitlock, woraufhin er auch 2006 keinen nennenswerten Erfolg verbuchte.

### 2007–2018: Mit dem Zusammenbruch bei der WM schwindet die alte Form
Nach seinem Zusammenbruch bei der BDO World Darts Championship 2007 vor seinem Erstrundenspiel nahm Fordham zunächst Abstand von seiner Profikarriere, um sich seiner Gesundheit zu widmen. Sein Comeback gab er im September 2007 bei den Turunc Open, die er mit einem Halbfinale abschloss. Für die BDO World Darts Championship konnte er sich jedoch sowohl 2007 als auch 2008 nicht qualifizieren. Bis auf das World Masters ließ er 2008 auch alle anderen Majorturniere aus.
Zu Beginn des Jahres 2009 wagte Fordham dann den Sprung zur PDC. Hierbei spielte er vor allem die Turniere der PDC Pro Tour, kam dabei jedoch bis Ende 2010 nicht über die Runde der letzten 64 hinaus. 2011 erfolgte dann erneut eine Pause vom Dartsport, in der er kaum an Turnieren teilnahm.
2013 spielte Fordham erstmals wieder das World Masters und 2014 bei der BDO World Trophy mit, schied jedoch beide Male ohne Sieg aus. Seine Leistung schien sich mit seiner gesundheitsbedingten Pause 2007 verschlechtert zu haben. Erst 2015 erreichte Fordham wieder einige Achtelfinals.
Entgegen diesem Trend gelang ihm im Oktober 2015 völlig überraschend die Qualifikation für den Grand Slam of Darts, indem er ein Qualifikationsturnier überstand. Nach einem Viertelfinale beim Jersey Classic gewann er beim Grand Slam dann auch sein Match gegen Wayne Jones, gegen Adrian Lewis und Michael Smith musste er sich jedoch geschlagen geben und schied als Gruppendritter aus, eine Leistung, für die er £5.000 einstrich.
2016 wurde Fordham erneut zur BDO World Trophy eingeladen, scheiterte aber ebenfalls in der ersten Runde. Bei den European Darts Open der BDO spielte er sich ins Viertelfinale.
Bei den Isle of Man Open im März 2017 zog Fordham zum letzten Mal in ein größeres Finale ein, er verlor jedoch mit 4:5 gegen Martin Phillips. Bei der BDO World Trophy erreichte Fordham erstmals Runde zwei, nachdem er gegen Richard Veenstra mit 6:3 gewann. Er verlor dann jedoch gegen den aktuellen BDO-Weltmeister Glen Durrant mit 2:6.
Bei den Swedish Open kam Fordham noch einmal ins Viertelfinale, bevor er im Dezember 2017 ein letztes Mal am Finder Darts Masters teilnahm, jedoch die Gruppenphase nicht überstand. Das World Masters war dann sein letztes Major-Turnier, bevor Fordham seine Dartskarriere beendete.

## Weltmeisterschaftsresultate

### BDO
- 1995: Halbfinale (2:5-Niederlage gegen  Richie Burnett)
- 1996: Halbfinale (3:5-Niederlage gegen  Steve Beaton)
- 1997: Achtelfinale (2:3-Niederlage gegen  Marshall James)
- 1998: Achtelfinale (2:3-Niederlage gegen  Raymond van Barneveld)
- 1999: Halbfinale (1:5-Niederlage gegen  Ronnie Baxter)
- 2000: Viertelfinale (3:5-Niederlage gegen  Chris Mason)
- 2001: Halbfinale (2:5-Niederlage gegen  Ted Hankey)
- 2002: 1. Runde (0:3-Niederlage gegen  John Walton)
- 2003: Achtelfinale (1:3-Niederlage gegen  Gary Anderson)
- 2004: Sieger (6:3-Sieg gegen  Mervyn King)
- 2005: 1. Runde (2:3-Niederlage gegen  Vincent van der Voort)
- 2006: 1. Runde (0:3-Niederlage gegen  Simon Whitlock)
- 2007: 1. Runde (Nicht angetreten gegen  Simon Whitlock)

## Turnierergebnisse
| Turnier                                    | 1990                       | ......                     | 1994                       | 1995                       | 1996                       | 1997                       | 1998                       | 1999                       | 2000                       | 2001                       | 2002                       | 2003                       | 2004                       | 2005                       | 2006                       | 2007                       | 2008                       | ......             | 2013                       | 2014                       | 2015                       | 2016                       | 2017                       | 2018                       |
| ------------------------------------------ | -------------------------- | -------------------------- | -------------------------- | -------------------------- | -------------------------- | -------------------------- | -------------------------- | -------------------------- | -------------------------- | -------------------------- | -------------------------- | -------------------------- | -------------------------- | -------------------------- | -------------------------- | -------------------------- | -------------------------- | ------------------ | -------------------------- | -------------------------- | -------------------------- | -------------------------- | -------------------------- | -------------------------- |
| BDO-Major-Turniere                         |                            |                            |                            |                            |                            |                            |                            |                            |                            |                            |                            |                            |                            |                            |                            |                            |                            |                    |                            |                            |                            |                            |                            |                            |
| Weltmeisterschaft                          | n/t                        | n/q                        | n/q                        | HF                         | HF                         | AF                         | AF                         | HF                         | VF                         | HF                         | 1R                         | AF                         | S                          | 1R                         | 1R                         | n/t                        | nicht qualifiziert         | nicht qualifiziert | nicht qualifiziert         | nicht qualifiziert         | nicht qualifiziert         | nicht qualifiziert         | nicht qualifiziert         | nicht qualifiziert         |
| World Masters                              | 3R                         | n/t                        | HF                         | VF                         | HF                         | AF                         | 3R                         | S                          | 2R                         | HF                         | VF                         | HF                         | 1R                         | VR                         | 1R                         | 1R                         | 2R                         | n/t                | 1R                         | 2R                         | 1R                         | 1R                         | 1R                         | 1R                         |
| World Trophy                               | nicht ausgetragen          | nicht ausgetragen          | nicht ausgetragen          | nicht ausgetragen          | nicht ausgetragen          | nicht ausgetragen          | nicht ausgetragen          | nicht ausgetragen          | nicht ausgetragen          | nicht ausgetragen          | nicht ausgetragen          | nicht ausgetragen          | nicht ausgetragen          | nicht ausgetragen          | nicht ausgetragen          | nicht ausgetragen          | nicht ausgetragen          | nicht ausgetragen  | nicht ausgetragen          | 1R                         | n/q                        | 1R                         | AF                         | n/t                        |
| WDF-Platin-/Major-Turniere                 |                            |                            |                            |                            |                            |                            |                            |                            |                            |                            |                            |                            |                            |                            |                            |                            |                            |                    |                            |                            |                            |                            |                            |                            |
| International League                       | nicht ausgetragen          | nicht ausgetragen          | nicht ausgetragen          | nicht ausgetragen          | nicht ausgetragen          | nicht ausgetragen          | nicht ausgetragen          | nicht ausgetragen          | nicht ausgetragen          | nicht ausgetragen          | nicht ausgetragen          | HF                         | GP                         | GP                         | GP                         | n/q                        | nicht ausgetragen          | nicht ausgetragen  | nicht ausgetragen          | nicht ausgetragen          | nicht ausgetragen          | nicht ausgetragen          | nicht ausgetragen          | nicht ausgetragen          |
| European Masters                           | n/a                        | n/a                        | n/a                        | VF                         | nicht ausgetragen          | nicht ausgetragen          | nicht ausgetragen          | nicht ausgetragen          | nicht ausgetragen          | nicht ausgetragen          | nicht ausgetragen          | nicht ausgetragen          | nicht ausgetragen          | nicht ausgetragen          | nicht ausgetragen          | nicht ausgetragen          | nicht ausgetragen          | nicht ausgetragen  | nicht ausgetragen          | nicht ausgetragen          | nicht ausgetragen          | nicht ausgetragen          | nicht ausgetragen          | nicht ausgetragen          |
| World Trophy                               | nicht ausgetragen          | nicht ausgetragen          | nicht ausgetragen          | nicht ausgetragen          | nicht ausgetragen          | nicht ausgetragen          | nicht ausgetragen          | nicht ausgetragen          | nicht ausgetragen          | nicht ausgetragen          | HF                         | 1R                         | n/t                        | 1R                         | n/q                        | n/q                        | nicht ausgetragen          | nicht ausgetragen  | nicht ausgetragen          | nicht ausgetragen          | nicht ausgetragen          | nicht ausgetragen          | nicht ausgetragen          | nicht ausgetragen          |
| WDF World Cup                              | n/a                        | n/t                        | n/a                        | 4R                         | n/a                        | 3R                         | n/a                        | VF                         | n/a                        | F                          | n/a                        | 4R                         | n/a                        | VF                         | n/a                        | n/t                        | n/a                        | n/t                | n/t                        | n/a                        | n/t                        | n/a                        | n/t                        | n/a                        |
| WDF Europe Cup                             | n/t                        | n/t                        | n/t                        | n/a                        | VF                         | n/a                        | F                          | n/a                        | n/t                        | n/a                        | VF                         | n/a                        | n/t                        | n/a                        | n/t                        | n/a                        | n/t                        | n/t                | n/a                        | n/t                        | n/a                        | n/t                        | n/a                        | n/t                        |
| Finder Masters                             | n/a                        | n/a                        | n/a                        | unbekannt                  | unbekannt                  | nicht ausgetragen          | nicht ausgetragen          | nicht ausgetragen          | n/t                        | F                          | GP                         | VF                         | n/t                        | n/q                        | n/a                        | GP                         | n/q                        | n/t                | n/q                        | n/q                        | GP                         | n/q                        | GP                         | n/t                        |
| PDC-Ranking-Turniere                       |                            |                            |                            |                            |                            |                            |                            |                            |                            |                            |                            |                            |                            |                            |                            |                            |                            |                    |                            |                            |                            |                            |                            |                            |
| Grand Slam of Darts                        | nicht ausgetragen          | nicht ausgetragen          | nicht ausgetragen          | nicht ausgetragen          | nicht ausgetragen          | nicht ausgetragen          | nicht ausgetragen          | nicht ausgetragen          | nicht ausgetragen          | nicht ausgetragen          | nicht ausgetragen          | nicht ausgetragen          | nicht ausgetragen          | nicht ausgetragen          | nicht ausgetragen          | nicht ausgetragen          | nicht qualifiziert         | nicht qualifiziert | nicht qualifiziert         | nicht qualifiziert         | GP                         | nicht qualifiziert         | nicht qualifiziert         | nicht qualifiziert         |
| PDC-Turniere ohne Einfluss auf das Ranking |                            |                            |                            |                            |                            |                            |                            |                            |                            |                            |                            |                            |                            |                            |                            |                            |                            |                    |                            |                            |                            |                            |                            |                            |
| Masters of Darts                           | nicht ausgetragen          | nicht ausgetragen          | nicht ausgetragen          | nicht ausgetragen          | nicht ausgetragen          | nicht ausgetragen          | nicht ausgetragen          | nicht ausgetragen          | nicht ausgetragen          | nicht ausgetragen          | nicht ausgetragen          | nicht ausgetragen          | nicht ausgetragen          | F                          | n/a                        | n/t                        | nicht ausgetragen          | nicht ausgetragen  | nicht ausgetragen          | nicht ausgetragen          | nicht ausgetragen          | nicht ausgetragen          | nicht ausgetragen          | nicht ausgetragen          |
| Karrierestatistiken                        |                            |                            |                            |                            |                            |                            |                            |                            |                            |                            |                            |                            |                            |                            |                            |                            |                            |                    |                            |                            |                            |                            |                            |                            |
| Jahresendplatzierung                       | unbekannt                  | unbekannt                  | 6                          | 2                          | 8                          | unbekannt                  | unbekannt                  | unbekannt                  | 3                          | ?                          | 5                          | unbekannt                  | unbekannt                  | unbekannt                  | unbekannt                  | unbekannt                  | unbekannt                  | –                  | unbekannt                  | unbekannt                  | 55                         | 33                         | 39                         | 373                        |
| Verband                                    | British Darts Organisation | British Darts Organisation | British Darts Organisation | British Darts Organisation | British Darts Organisation | British Darts Organisation | British Darts Organisation | British Darts Organisation | British Darts Organisation | British Darts Organisation | British Darts Organisation | British Darts Organisation | British Darts Organisation | British Darts Organisation | British Darts Organisation | British Darts Organisation | British Darts Organisation | PDC                | British Darts Organisation | British Darts Organisation | British Darts Organisation | British Darts Organisation | British Darts Organisation | British Darts Organisation |

| Legende zu den Turnierergebnissen | Legende zu den Turnierergebnissen | Legende zu den Turnierergebnissen | Legende zu den Turnierergebnissen | Legende zu den Turnierergebnissen | Legende zu den Turnierergebnissen | Legende zu den Turnierergebnissen | Legende zu den Turnierergebnissen | Legende zu den Turnierergebnissen | Legende zu den Turnierergebnissen |
| --------------------------------- | --------------------------------- | --------------------------------- | --------------------------------- | --------------------------------- | --------------------------------- | --------------------------------- | --------------------------------- | --------------------------------- | --------------------------------- |
| n/t                               | nicht teilgenommen                | n/q                               | nicht qualifiziert                | n/a                               | nicht ausgetragen                 | #R                                | Aus in jeweiliger Runde           | GP                                | Aus in der Gruppenphase           |
| AF                                | Achtelfinalist                    | VF                                | Viertelfinalist                   | HF                                | Halbfinalist                      | F                                 | Turnierfinalist                   | S                                 | Turniersieger                     |

## Titel

### BDO
- Majors
  - BDO World Darts Championship: (1) 2004
  - World Masters: (1) 1999
- Weitere
  - 1995: British Matchplay
  - 1998: British Pentathlon
  - 2002: Welsh Open
  - 2003: British Pentathlon